# 高立德
高立德（德語：brian hsu，1998年4月29日—），生於德國佛萊堡，擁有德國與中華民國雙重國籍，越野機車賽選手。為2014年少年越野車世界冠軍。

## 生平
其父高克紹，匈牙利人，擁有德國國籍，是一名小提琴工匠。其母許淑芳，台灣花蓮人。
高立德在德國出生，在台灣長大，2003年，其全家移居台灣花蓮縣，就讀花蓮縣北埔國小。受其父影響，高立德3歲開始學習越野腳踏車。6歲開始參加台灣的越野機車賽。
在小學時，高立德在寒暑假期間，經常出國參加各種比賽。2011年，為了讓高立德將來成為職業越野機車選手，其父帶著他移居義大利，其母仍然定居台灣。

## 外部連結
- 鈴木機車 高立德首頁
- Brian Hus 高立德臉書粉絲頁